# Claudine Béréchel
Claudine Anna Béréchel née le 10 juin 1925 à Clichy et morte le 28 juillet 2011 à Paris est une peintre, graveuse, sculptrice et médailleuse française.

## Biographie
Claudine Béréchel est la fille de Louis Béréchel, directeur de société, et de son épouse Gillette Malet. Elle entre en 1942 à l'École nationale supérieure des beaux-arts de Paris, avec le souhait de faire de la décoration. Elle y intègre l'atelier du peintre fresquiste Pierre-Henri Ducos de La Haille (1889-1972).
Elle réalise des mobiles polychromes, décore des bâtiments publics et fait de la gravure en taille douce.
Elle épouse le 6 juillet 1956 son condisciple, le graveur René Quillivic, et s'installe avec lui à Paris dans la maison-atelier du 73, boulevard de Montmorency, chez son beau-père. Le couple aura deux enfants : Anna et Armel.
Particulièrement habile, elle réalise des tailles directes dans l'acier. Elle maîtrise parfaitement la technique du bronze et réalise des tanagras à la sculpture monumentale. Passionnée de paléontologie et de la préhistoire, elle collectionne les minéraux et les fossiles.
Claudine Béréchel meurt le 28 juillet 2011 à Paris,. Ses obsèques ont lieu à l'église de Plouhinec.

## Œuvres

### Timbre postal
- Nouvelle-Calédonie, 1975, pour le 10e anniversaire de la Société ornithologique de Nouméa[4].
- 10e anniversaire de la Société ornithologique de Nouméa, 1975[4].

### Monnaie
- Pièce de 1 Franc Convocation des États Généraux du 5 mai 1789, émise pour le bicentenaire en 1989, en nickel, de 24 mm de diamètre, tranche striée, poids : 6 grammes, épaisseur 1,7 mm. Démonétisée le 17 février 2002[5].

### Médaille
- Médaille du cinéma en bronze, 68 mm, 180 g environ, signée poinçon corne (Mdp), avers : évocation d'une salle de cinéma avec un écran blanc et en dessous la silhouette des spectateurs. Au revers : La bande du film serpentant de droite à gauche, sur toute la surface de la pièce comme un long ruban.
- 1969 : série de médailles émaillées[réf. nécessaire].
- 1978 : L'Homme dans le Cosmos, une de ses fontes choisit par l'Agence spatiale européenne pour offrir au roi Juan Carlos pour l'inauguration de son premier centre spatial.
- 1987 : Guillaume le Conquérant pour la Monnaie de Paris à l'occasion du 900e anniversaire de sa mort. L'avers représente le profil d'un guerrier casqué tenant devant son visage une épée pointée vers le ciel, le revers, le vainqueur de la Bataille d'Hastings, à cheval, passant en revue les bateaux de son expédition.
- Paris en couleurs bronze, émaux, poids 210 gr. Médaille presse-papier, 180 g, bronze 68 mm[6].

### Sculpture
Parmi ses sculptures monumentales, on peut citer celles des groupes scolaires du parc à Vanves, de la rue Paul-Valéry à Paris et du Cercle de la Marine à Casablanca.
- Saint-Flour, lycée technique : L'Espace, 1969.
- Riom Lycée technique : Soleil sur l'Auvergne, 1975.
- Épée de René Quillivic, membre de l'Institut de France, 1995, en collaboration avec son fils Armel Quillivic[7].
- Monsieur, laiton poli, édition de la Monnaie de Paris.
- Madame, laiton poli, édition de la Monnaie de Paris.

### Illustrations
Elle cosigne avec son époux de nombreux poèmes qu'ils illustrent et auto-éditent.

### Publication
- L'Homme et l'univers, 2008.

## Expositions
Claudine Béréchel a participé au Salon des réalités nouvelles (1950, 1951, 1952), au Salon de la jeune peinture (1958), au Salon d'automne et  au Salon de la Société nationale des beaux-arts.
Elle a ensuite exposé dans des galeries ou institutions :
- 1960 : galerie Tonalité à Paris.
- 1960 : La Nouvelle école de Paris, galerie Badan, Genève (Suisse).
- 1960-1968 : L.G. Gallery, Philadelphie (États-Unis).
- 1970 : La Médaille contemporaine, palais Braschi, Rome (Italie).
- 1973 : exposition au musée de Varsovie (Pologne).
- 1973 : L'Estampe contemporaine, Bibliothèque nationale de France, Paris.
- 1973 : La Sculpture contemporaine, Forum des Halles, Paris.
- 1973 : Europalia, Bruxelles (Belgique).
- 1978 : L'Univers du bronze, galerie Bernheim, Paris.
- 1987 : Claudine Béréchel, Crédit du Nord[Lequel ?], Paris.
- 1989 : Mini Pressen Messe, Mayence (Allemagne).
- 1993 : La Sculpture contemporaine, mairie du 16e arrondissement de Paris.
- 1993 : galerie de l'Odéon, Paris.
- 1997 : exposition au musée de la Faïence de Quimper : René Quillivic, céramiste, Claudine Béréchel, René Quillivic fils[9].
- 1998 : galerie de l'Odéon, Paris.
- 1998 : Pacifico Museum, Yokohama, dans le cadre de l'année de la France au Japon.
- 1999 : exposition au château de Chantilly.
- 1999 : exposition au manoir de Kerazan, Loctudy.
- 2010 : exposition collective à Plouhinec, Une famille d'artistes, œuvres de René Quillivic père, René Quillivic fils, Claudine Béréchel, Armel Quillivic et Kiyoko Ariga. Claudine Béréchel y présentait des gravures au burin, gravures avec gaufrage et des aquarelles.